# Limnonectes kong
Limnonectes kong é uma espécie de anfíbio anuro da família Dicroglossidae. O seu estado de conservação ainda não foi avaliado pela Lista Vermelha da UICN. Está presente na Malásia.